# NGC 4544
NGC 4544 (również PGC 41958 lub UGC 7756) – galaktyka spiralna z poprzeczką (SB0-a), znajdująca się w gwiazdozbiorze Panny. Odkrył ją Edward D. Swift 27 kwietnia 1887 roku. Należy do Gromady w Pannie.